# Lishipas
O povo Lishipa se concentra na área de Dirang no distrito de Kameng Oriental de Arunachal Pradesh, na Índia. Estão relacionados etnicamente com ambas as tribos Chugpa e Monpa, na qual são classificados como uma sub-tribo.
Como foram descendentes de ondas de imigrantes que vieram do Tibet, são considerados socialmente inferiores aos monpas. As suas casas são construídas de pedra e madeira com chão de prancha e teto feito de bambu.
Como os monpas, os lishipas seguem o Budismo tibetano. Ainda, elementos do Animismo podem ser encontrados nas suas crenças e nos seus rituais.